# Róger Rojas
Róger Fabricio Rojas Lazo (ur. 9 czerwca 1990 w Tegucigalpie) – honduraski piłkarz występujący na pozycji napastnika, reprezentant Hondurasu.

## Kariera klubowa
Rojas pochodzi ze stołecznego miasta Tegucigalpa i jest wychowankiem tamtejszego klubu CD Olimpia. Do seniorskiej drużyny został włączony jako osiemnastolatek przez szkoleniowca Juana Carlosa Espinozę i w Liga Nacional de Fútbol de Honduras zadebiutował 11 stycznia 2009 w przegranym 0:1 meczu z Vidą. Pierwszego gola w najwyższej klasie rozgrywkowej strzelił natomiast 5 kwietnia tego samego roku w wygranej 3:1 konfrontacji z Victorią. Już w swoim premierowym sezonie Clausura 2009 wywalczył z Olimpią tytuł mistrza Hondurasu, natomiast pół roku później, w rozgrywkach Apertura 2009, zanotował natomiast wicemistrzostwo kraju. Podstawowym zawodnikiem ekipy został jednak dopiero po zakończeniu kariery przez klubową legendę, Wilmera Velásqueza, do którego jest również często porównywany ze względu na styl gry. Przez kilka następnych lat był kluczowym punktem zespołu, który absolutnie dominował w tym czasie w krajowej lidze. W wiosennym sezonie Clausura 2010 po kolejny osiągnął z Olimpią tytuł mistrzowski, zaś podczas rozgrywek Apertura 2010 i pół roku później, w sezonie Clausura 2011, wywalczył swoje odpowiednio drugie i trzecie wicemistrzostwo kraju.
Po raz trzeci mistrzem Hondurasu Rojas został w barwach Olimpii, prowadzonej wówczas przez argentyńskiego trenera Danilo Tosello, w sezonie Apertura 2011 i osiągnięcie to zanotował także po upływie sześciu miesięcy, podczas rozgrywek Clausura 2012. W jesiennym sezonie Apertura 2012 wywalczył piąty tytuł mistrzowski, a także został królem strzelców ligi honduraskiej z dziesięcioma bramkami na koncie. W rozgrywkach Clausura 2013 po raz szósty ogółem, a czwarty raz z rzędu, osiągnął ze swoją ekipą mistrzostwo Hondurasu. W sierpniu 2013 był bardzo bliski transferu do angielskiego West Ham United FC, lecz ostatecznie nie zdołał przejść pomyślnie testów medycznych w londyńskim klubie.

## Kariera reprezentacyjna
W 2007 roku Rojas został powołany do reprezentacji Hondurasu U-17 na Młodzieżowe Mistrzostwa Ameryki Północnej, gdzie pełnił rolę podstawowego piłkarza drużyny i rozegrał wszystkie trzy mecze w wyjściowym składzie, zdobywając gola w spotkaniu z Haiti (1:1), a jego kadra zakwalifikowała się ostatecznie na Mistrzostwa Świata U-17 w Korei Południowej. Podczas młodzieżowego mundialu również był jednym z ważniejszych graczy zespołu i wystąpił we wszystkich trzech spotkaniach, a ponadto strzelił bramkę w grupowej konfrontacji z Hiszpanią (2:4), pokonując wówczas Davida de Geę. Honduranie, debiutujący wówczas na mundialu w tej kategorii wiekowej, zanotowali natomiast komplet porażek i odpadli ze światowego czempionatu już w fazie grupowej. Kilkanaście miesięcy później znalazł się w ogłoszonym przez trenera Emilio Umanzora składzie reprezentacji Hondurasu U-20 na kolejne Młodzieżowe Mistrzostwa Ameryki Północnej. Podczas nich zaczął imponować swoją skutecznością już w fazie eliminacyjnej, gdzie siedmiokrotnie wpisywał się na listę strzelców; trzykrotnie w meczu z Nikaraguą (7:0), raz z Panamą (5:2), dwukrotnie w rewanżu z tym samym rywalem (2:1) oraz z Saint Vincent i Grenadynami (3:1).
Podczas finałowego turnieju mistrzostw kontynentu również miał pewne miejsce w pierwszym składzie reprezentacji, rozgrywając wszystkie pięć spotkań i strzelając w nich trzy gole; w fazie grupowej z Salwadorem (2:2) i Jamajką (4:0) oraz w meczu o trzecie miejsce z Trynidadem i Tobago (2:1). Jego kadra zajęła ostatecznie trzecie miejsce w turnieju, a on sam wywalczył tytuł króla strzelców imprezy, dzieląc się tym osiągnięciem z Randym Edwini-Bonsu i Josué Martínezem. Kilka miesięcy później został powołany na Mistrzostwa Świata U-20 w Egipcie. Tam wystąpił we wszystkich trzech meczach, nie wpisując się na listę strzelców, natomiast jego drużyna zakończyła swój udział w młodzieżowym mundialu już na fazie grupowej, notując zwycięstwo i dwie porażki. W 2010 roku wziął udział w Igrzyskach Ameryki Środkowej i Karaibów, gdzie wystąpił w obydwóch meczach rundy kwalifikacyjnej, a męski turniej piłkarski nie odbył się ostatecznie ze względu na sprzeciw CONCACAF. W 2012 roku w barwach reprezentacji Hondurasu U-23 wziął udział w eliminacjach do Igrzysk Olimpijskich w Londynie, gdzie rozegrał cztery spotkania i strzelił trzy bramki, wszystkie w rundzie preeliminacyjnej; z Kostaryką (2:2) i dwie z Nikaraguą (5:0), natomiast jego zespół dotarł do finału kwalifikacyjnego turnieju i zdołał awansować na olimpiadę.
W seniorskiej reprezentacji Hondurasu Rojas zadebiutował za kadencji meksykańskiego selekcjonera Juana de Dios Castillo, 4 września 2010 w zremisowanym 2:2 meczu towarzyskim z Salwadorem, w którym strzelił również swojego premierowego gola w kadrze narodowej. Dzięki temu, mając 20 lat, 2 miesiące i 25 dni, został najmłodszym zdobywcą bramki w historii reprezentacji Hondurasu, bijąc rekord Davida Suazo sprzed dziesięciu lat. W 2013 roku został powołany przez kolumbijskiego szkoleniowca Luisa Fernando Suáreza na turniej Copa Centroamericana, gdzie był głównie rezerwowym i wystąpił we wszystkich czterech meczach, nie zdobywając bramki, zaś Honduranie zajęli ostatecznie drugie miejsce w rozgrywkach. W barwach drużyny narodowej brał również udział w udanych dla niej eliminacjach do Mistrzostw Świata 2014, podczas których wpisał się na listę strzelców w konfrontacji z Jamajką (2:0). W 2013 roku znalazł się także w składzie na Złoty Puchar CONCACAF, podczas którego rozegrał wszystkie pięć spotkań, zaś honduraska reprezentacja zakończyła swój udział w rozgrywkach na półfinale.